# 北圣本图
北圣本图是巴西北大河州的一个市镇。总面积288.637平方公里，总人口3527人，人口密度12.2人/平方公里。